# Arrangements (альбом)
Arrangements — четвёртый студийный альбом канадской панк-рок-группы Preoccupations (Viet Cong в 2012—2015 годах), изданный 9 сентября 2022 года на лейблах Flemish Eye в Канаде и Jagjaguwar в США.
Альбом получил положительные отзывы музыкальной критики и интернет-изданий.

## История
Preoccupations приступили к созданию Arrangements незадолго до глобальной пандемии COVID-19 и продолжали работать над ним удаленно во время локаутов.

## Отзывы
| Совокупная оценка | Совокупная оценка |
| Источник          | Оценка            |
| ----------------- | ----------------- |
| Album of the Year | 73/100            |
| Metacritic        | 72/100            |
| Оценки критиков   |                   |
| Источник          | Оценка            |
| Allmusic          | [ 1 ]             |
| Beats Per Minute  | 77/100            |
| DIY               | [ 5 ]             |
| Exclaim!          | 7/10              |
| Loud and Quiet    | 9/10              |
| Pitchfork         | 6.4/10            |
| PopMatters        | 7/10              |
| Uncut             | [ 10 ]            |

Альбом получил положительные отзывы музыкальной критики и интернет-изданий. Агрегационный сайт Metacritic оценил альбом на 72 балла по 4 отзывам профессиональных рецензентов, что означает «в целом благоприятные отзывы».
Хизер Фарес из AllMusic отметил в рецензии, что «Четвертый альбом группы в целом подтверждает их стремление использовать кризисы как возможность для трансформации» и «Плотный и иногда подавляющий, Arrangements — это свидетельство готовности Preoccupations оставаться в своей зоне дискомфорта и документировать все, что происходит. На этот раз, однако, результаты достойны восхищения, но не всегда легки для восприятия».
В рецензии для Beats Per Minute Джон Амен дал альбому оценку 77 % и прокомментировал, что «. …что отличает Preoccupations от многих их коллег по постпанку, так это не столько отчетливое восприятие обычных источников — Joy Division, Bauhaus, The Cure и т. д., — сколько более тонкое и продолжительное родство с такими группами, как Sonic Youth, Swans и Sunn O))). Иными словами, постпанк Preoccupations плотнее, грубее и панорамнее, чем версии многих их современников».

## Список композиций
Вся музыка написана Matt Flegel, Mike Wallace, Scott Munro, and Daniel Christiansen.
| №                   | Название               | Длительность |
| ------------------- | ---------------------- | ------------ |
| 1.                  | «Fix Bayonets!»        | 4:45         |
| 2.                  | «Ricochet»             | 5:04         |
| 3.                  | «Death of Melody»      | 3:53         |
| 4.                  | «Slowly»               | 5:01         |
| 5.                  | «Advisor»              | 7:34         |
| 6.                  | «Recalibrate»          | 5:38         |
| 7.                  | «Tearing Up the Grass» | 6:13         |
| Общая длительность: | Общая длительность:    | 38:11        |